# 日本三大弁天
日本三大弁天（にほんさんだいべんてん）は日本の弁才天に関する名数。

## 概要
弁才天は本来、神道ではなく仏教の守護神である天部の一つ。
神仏習合によって神道にも取り込まれたが、神道での本来の姿は市杵嶋姫命である。
弁才天（市杵島姫命）を祀る以下の三寺社を三大弁天という。
仏教としての三大弁才天
- 宝厳寺
- 大願寺
- 金亀山与願寺

神道としての三大弁才天
- 竹生島神社（都久夫須麻神社）
- 江島神社
- 厳島神社

一年に一度、6月10日に竹生島神社において三大弁天を祀る「三社弁才天祭」が行われ、江島神社の神官と厳島神社の神官がそれぞれの弁才天の分霊を竹生島神社に迎えて祭りを行う。